# Leonel Duarte Neves
Leonel Carlos Duarte Neves (Faro, 20 de Junho de 1921 – Odiáxere, Lagos, 6 de Setembro de 1996), foi um meteorologista e escritor português.

## Biografia

### Nascimento e educação
Nasceu em 20 de Junho de 1921, na cidade de Faro, filho de Carlos José Neves, e de Adriana da Conceição Duarte Neves. Fez os estudos liceais em Faro, tendo em seguida concorrido à Escola Naval, mas sem sucesso. Em 1937 fixou-se na capital, onde concluiu uma licenciatura em Ciências Matemáticas e Engenharia Geográfica na Universidade de Lisboa.

### Carreira profissional e artística
Foi um dos cientistas pioneiros do Serviço Meteorológico Nacional, do qual fez parte desde o seu inicio, em 1946. Trabalhou como meteorologista nos Açores durante cerca de dois anos, em  Moçambique durante seis anos, e em Timor durante outros dois anos, de 1964 a 1966.
Durante a adolescência, começou a escrever para jornais e revistas no Algarve, tendo conseguido vários prémios nos Jogos Florais. O seu primeiro livro de poemas, Janela Aberta, foi publicado em 1940, tendo sido bem recebido pela crítica, chegando a ser elogiado por José Régio. Além de poesia, também escreveu vários contos, incluindo alguns de temática policial. A partir de 1970 começou a escrever obras para o público infantil, tendo trabalhado com António Fernando dos Santos, que lhe ilustrou diversas obras. Os seus livros infantis são principalmente constituídos por pequenos contos, com uma forte carga irónica, de forma a serem mais acessíveis ao seu público alvo. Participou igualmente na antologia De que são feitos os sonhos, e na obras colectiva Canções e histórias em Quatro Estações, com o conto Como é a primavera?. Em 1986, o livro Natural do Algarve foi reeditado pela Universidade do Algarve, com prefácio de David Mourão-Ferreira. Também escreveu letras para vários músicos, incluindo Anatólio Falé e António Mestre, tendo, com este último, elaborado várias canções e fados, que foram gravados por Amália Rodrigues e Luís Goes.

### Falecimento e homenagens
Faleceu em Odiáxere, no concelho de Lagos, em 6 de Setembro de 1996. Foi sepultado no Cemitério do Alto de São João, em Lisboa.
Em 21 de Agosto de 2002, a Câmara Municipal de Lagos colocou o nome de Leonel Neves numa rua da antiga Freguesia de Santa Maria.

## Obras publicadas

### Poesia
- Janela Aberta (1940)
- Natural do Algarve (1968)
- Ontem à Noite (1989)
- Memória de Timor-Leste (1996)
- A Cal Cúbica e as Manchas (2009)

### Para crianças
- Bichos de trazer por casa, poemas (1975) *
- Sete Contos de Espantar, contos (1975) *
- O elefante e a pulga: poemas (1976) *
- O cão, o gato e a árvore, novela (1977)
- Histórias de Zé Palão, contos (1977) *
- O livrinho dos macacos, poemas e um conto (1978) *
- O polícia bailarino, contos (1979) *
- O menino e as estrelas, histórias em verso (1979) *
- O soldadinho e a pomba, novela (1981) *
- Uma dúzia de adivinhas, poemas  (1981) *
- João Careca, mestre detective, contos (1984) *
- O mistério do quarto bem fechado, novela (1985) *
- Dois macaquinhos à solta, conto (1987)
- Novas Histórias do José Palão (inédito)
- Adivinhas e contos para ler na cama (inédito)

### Para Jovens
- Amigos em todo o mundo, poemas (1977)
- Um cavalo da cor do arco-íris, romancinho (1980) *
- Extraterrestre em Lisboa, novela (1993) *

* Capa e ilustrações de Tóssan